# ماوريتسيو ميلان
ماوريتسيو ميلان (بالإيطالية: Maurizio Milan)‏ هو مهندس إيطالي، ولد في 21 يوليو 1952 في ميرانو الإيطالية في إيطاليا.